# Rigny-sur-Arroux
Rigny-sur-Arroux är en kommun i departementet Saône-et-Loire i regionen Bourgogne-Franche-Comté i östra Frankrike. Kommunen ligger i kantonen Gueugnon som tillhör arrondissementet Charolles. År 2022 hade Rigny-sur-Arroux 616 invånare.

## Befolkningsutveckling
Antalet invånare i kommunen Rigny-sur-Arroux
| Referens: INSEE |